# Tabanus laticinctus
Tabanus laticinctus är en tvåvingeart som beskrevs av Schuurmans Stekhoven 1926. Tabanus laticinctus ingår i släktet Tabanus och familjen bromsar. Inga underarter finns listade i Catalogue of Life.